# Saint Mary’s Church (Lastingham)

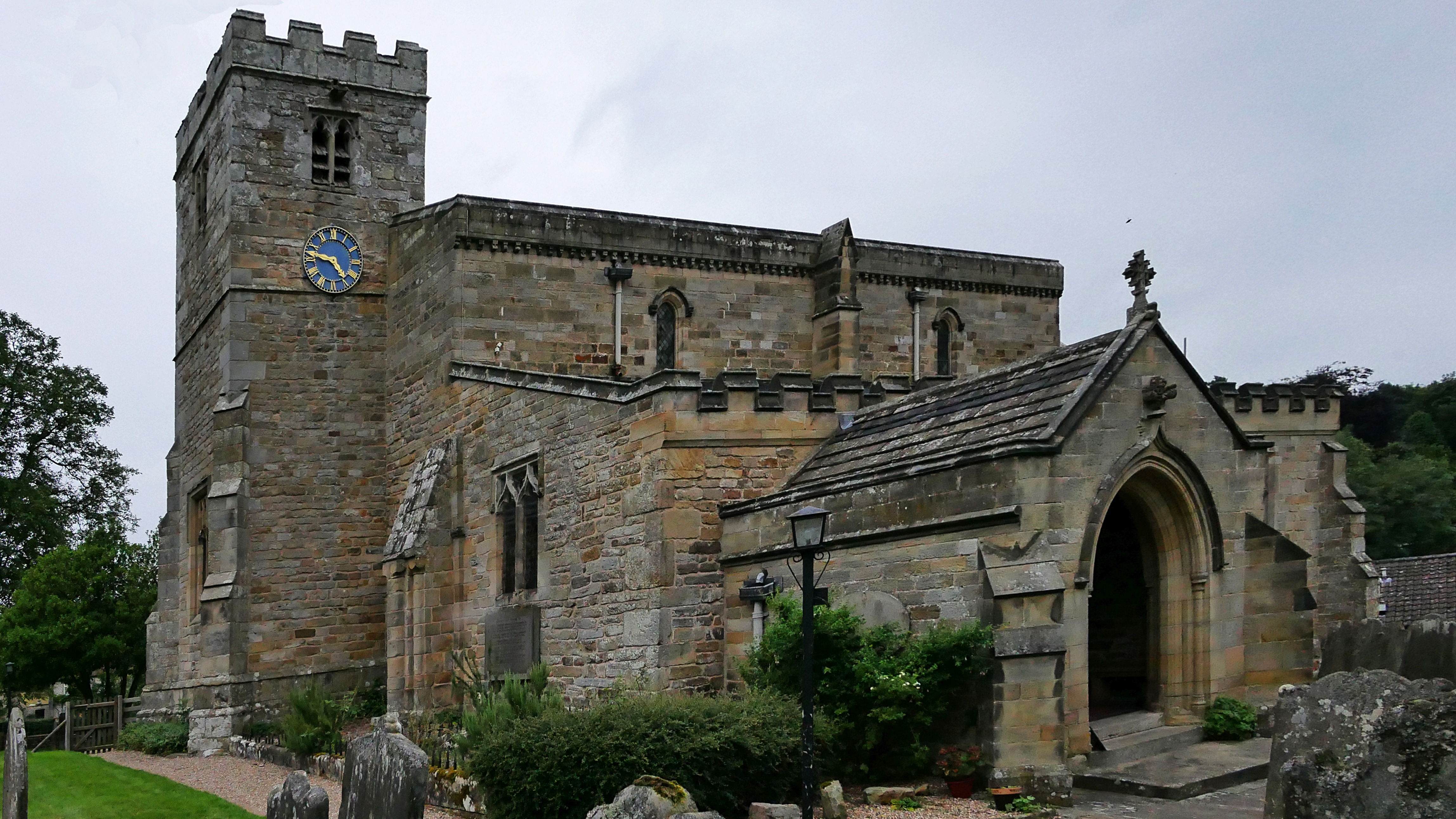
Kirche von Süden

Die Saint Mary’s Church, Lastingham ist eine angelsächsische Kirche in Lastingham in der Grafschaft North Yorkshire in der Region Yorkshire and the Humber in England. Sie wurde ab 1250 anstelle eines Vorgängerbaus errichtet. Die Kirche zählt zu den Bauwerken von außerordentlicher Bedeutung mit dem Status Grade I der amtlichen Denkmalliste des Vereinigten Königreichs.

## Lage

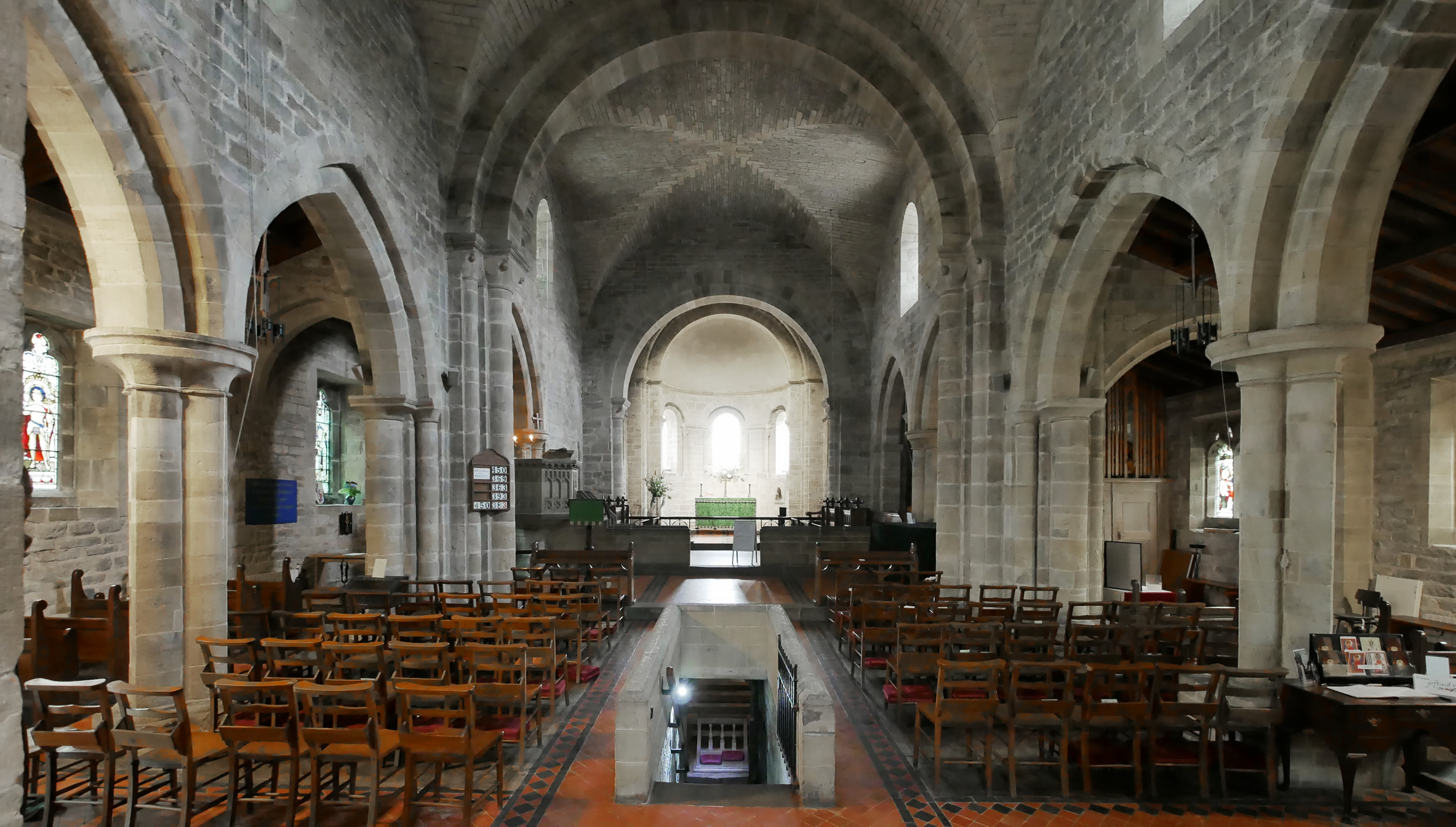
Innenraum

Das Dorf Lastingham liegt in grünen Hügeln südlich am Rande der North York Moors. Die Kirche liegt am westlichen Ortsrand am Hang in erhöhter Lage über dem Ort. Die Kirche ist von einem Friedhof umgeben.

## Geschichte
Der vom Kloster Lindisfarne ausgesandte Missionar St. Cedd gründete etwa 654 an einem Ort, wo einer Legende nach ein Drache gehaust haben sollte, ein Kloster. Nach den Wirren des Danelag und der normannischen Eroberung von England wurde das Kloster von 1078 bis 1088 als Benediktinerkloster von Stephen von Whitby an der Stelle, an der das Grab von St. Cedd vermutet wurde, wiedergegründet. Innerhalb der folgenden Dekade zogen die Mönche jedoch nach York und die unfertige Kirche wurde dem Verfall preisgegeben.
1228 wurde aus der ehemaligen Klosterkirche die Pfarrkirche von Lastingham und an die Kirche wurde das nördliche Seitenschiff angebaut. Das südliche folgte im 14. Jahrhundert und der Turm im 15. Jahrhundert. Im 17. Jahrhundert wurde die in schlechtem Zustand befindliche Kirche von Thomas Ferres renoviert. Im 18. Jahrhundert wurde ein Kurat von einem nicht am Ort wohnenden Pfarrer angestellt. Dieser hatte 13 Kinder zu versorgen und besserte sein Einkommen mit Fischen auf. Seine Frau betrieb das nahe und auch heute noch existierende Pub „Blacksmith's Arms“, wo der Kurat oft die Gäste mit seinem Violinspiel unterhielt.

## Beschreibung
Die heutige, dreischiffige Kirche ist geostet besitzt im Osten Chor und Apsis. Im Westen ist ein Turm an das Schiff angebaut. Unter dem Turm mit drei Glocken befindet sich die zu Schiff ebenerdige Glockenstube. Die Bausubstanz ist größtenteils aus dem 13. bis 15. Jahrhundert. Die ungewöhnliche gewölbte Steindecke, die Glasfenster und diverse andere Ausstattungsstücke stammen aus Victorianischer Zeit, zumeist von der Renovierung von 1879. Besonders bemerkenswert sind die Krypta, der Chor und die Apsis, die alle vom normannischen Kirchenbau ab 1078 erhalten sind.

## Ausstattung
Der normannische Taufstein steht heute im Westen des Schiffs vor der Glockenstube und stammt aus dem 13. Jahrhundert. Weiterhin sind mittelalterliche Grabsteine und ein freistehendes Weihwasserbecken aus dem 15. Jahrhundert zu sehen.

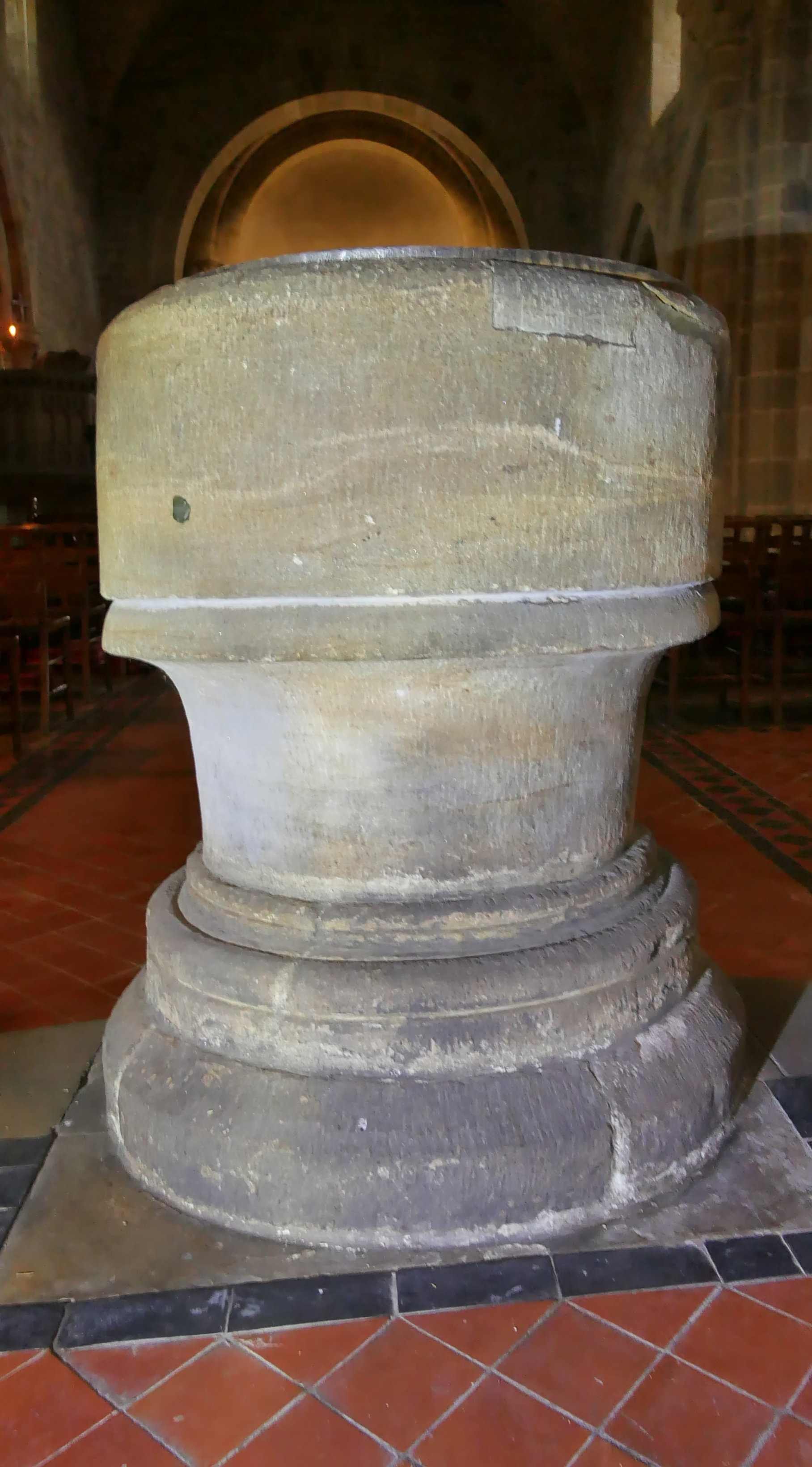
Taufstein
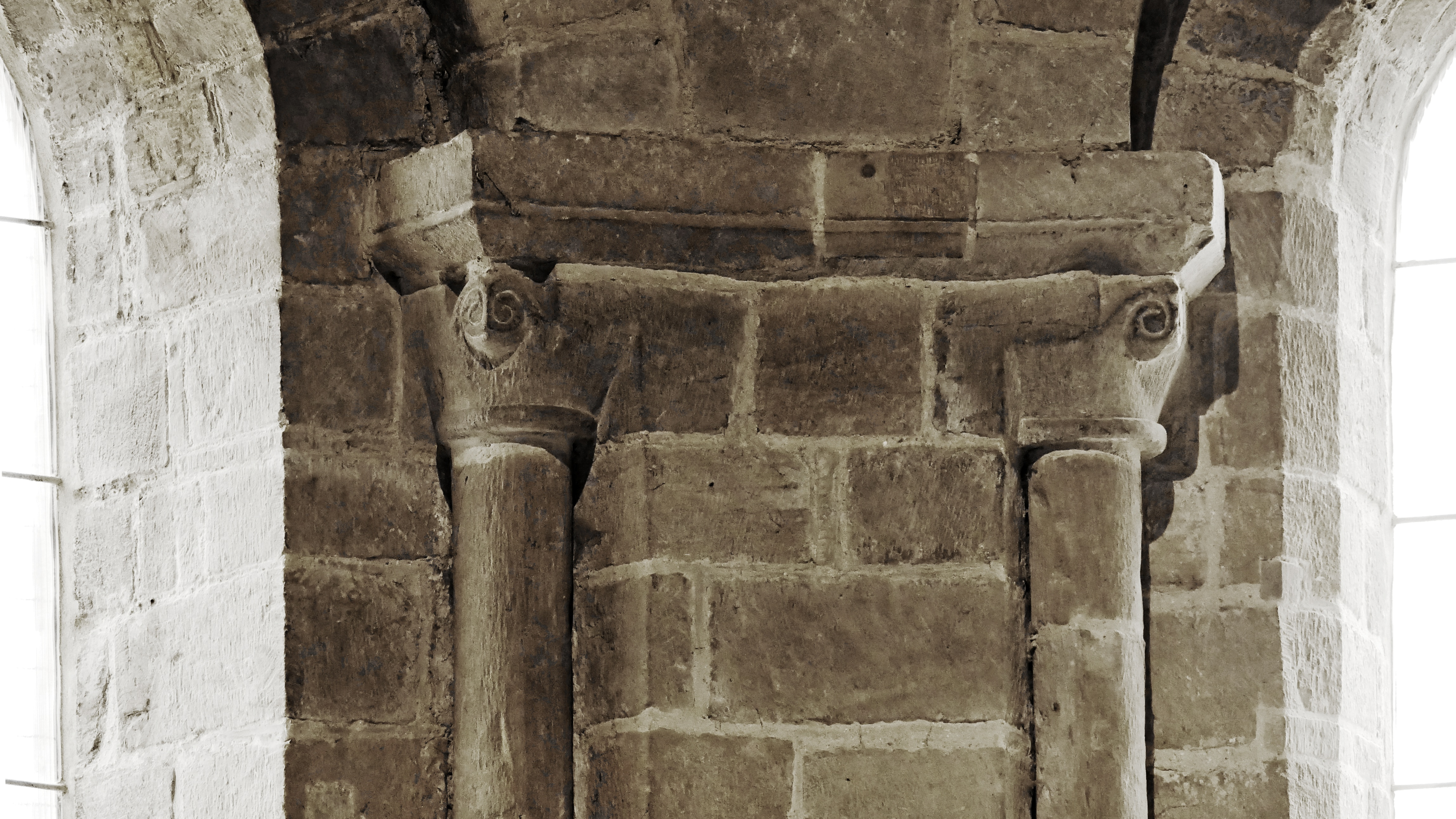
Normannische Säulen in der Apsis
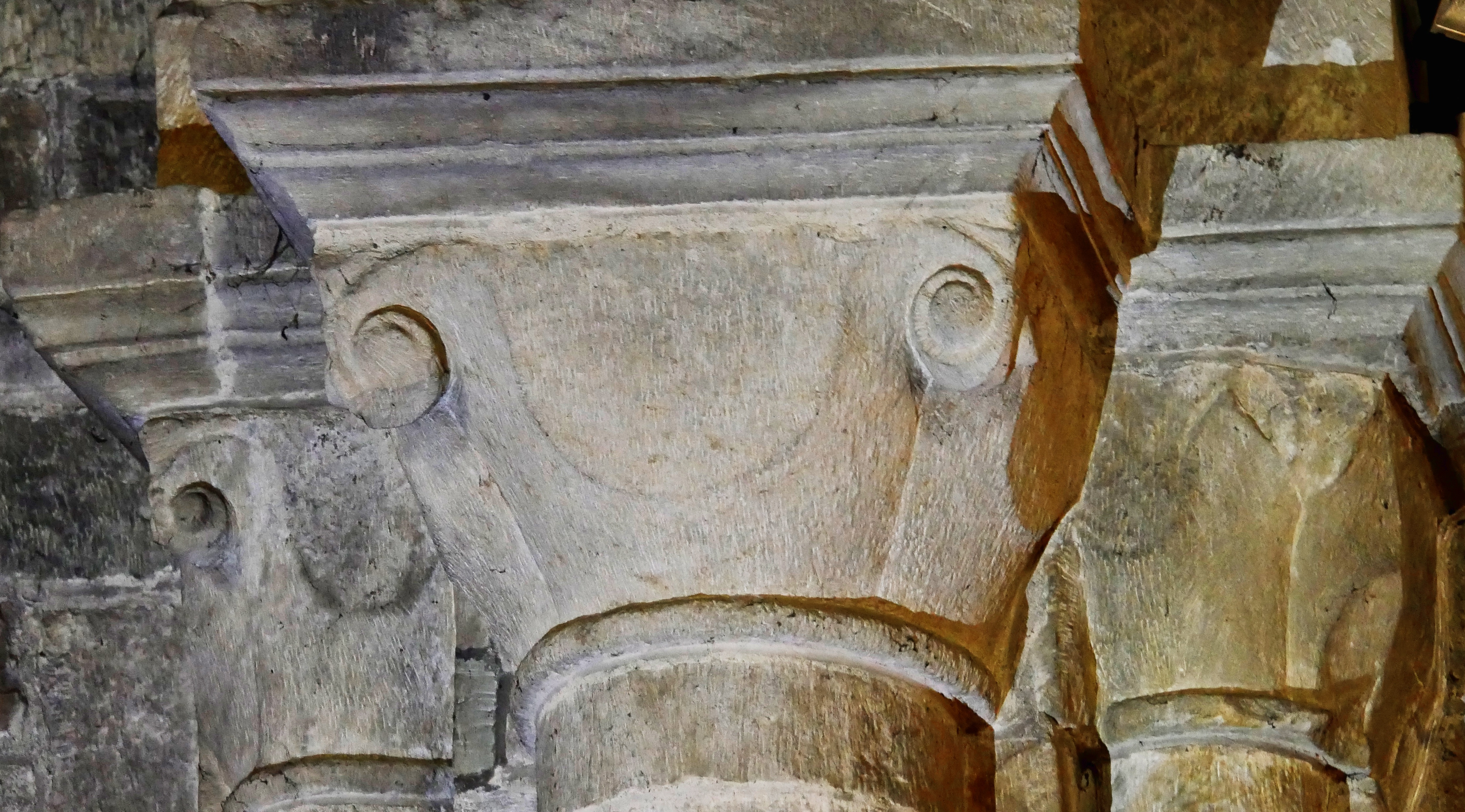
Ionische Kapitelle
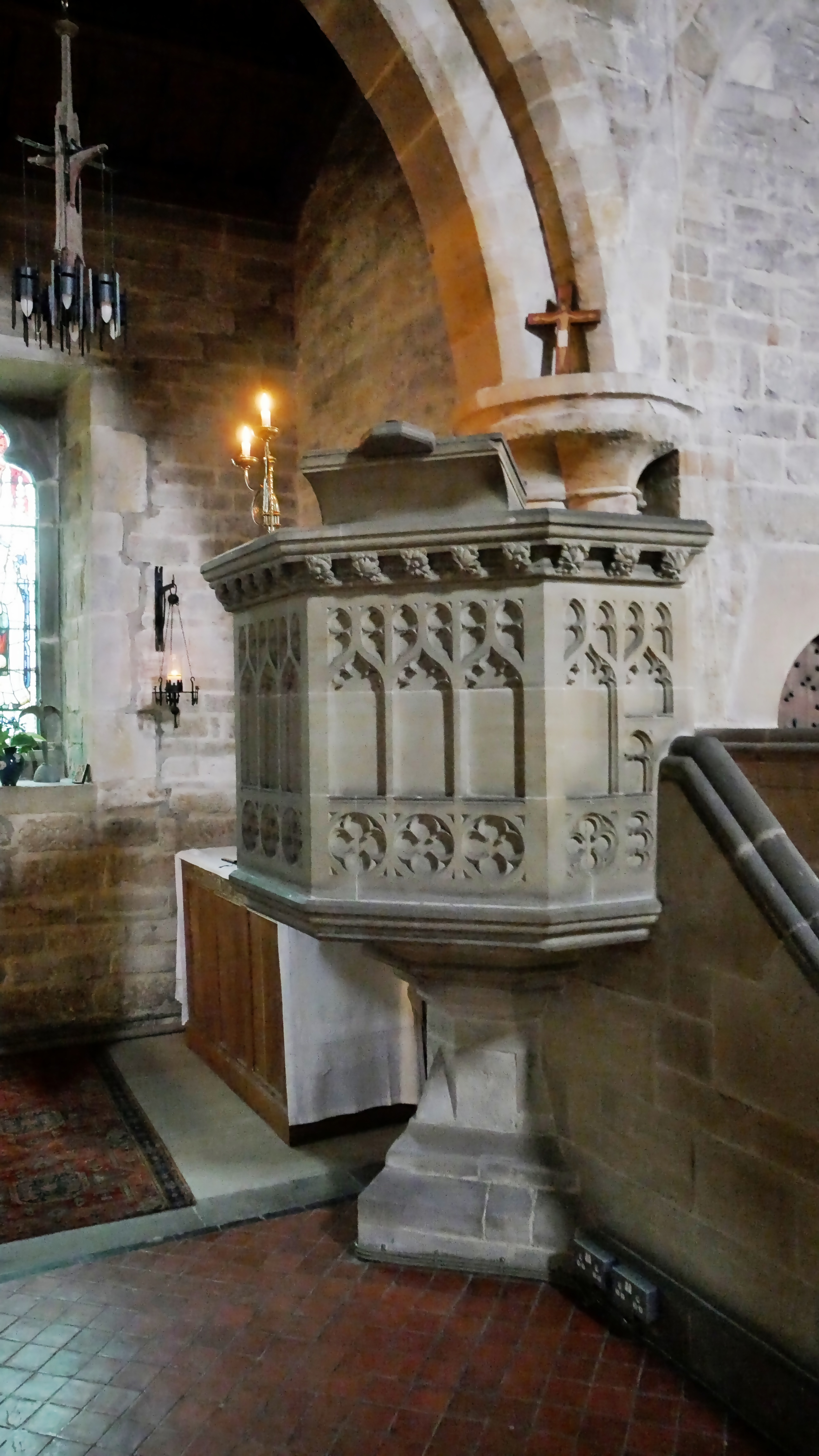
Kanzel
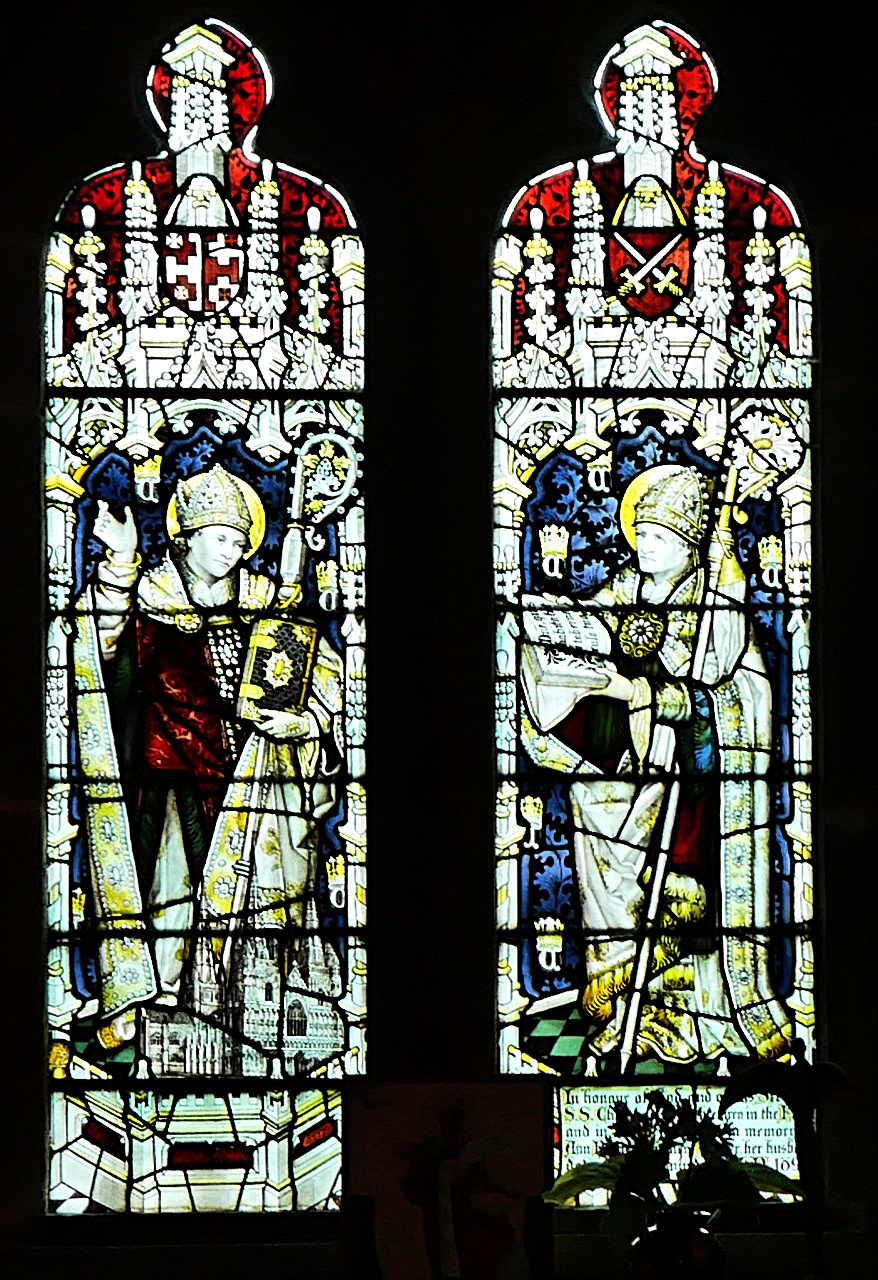
Glasfenster
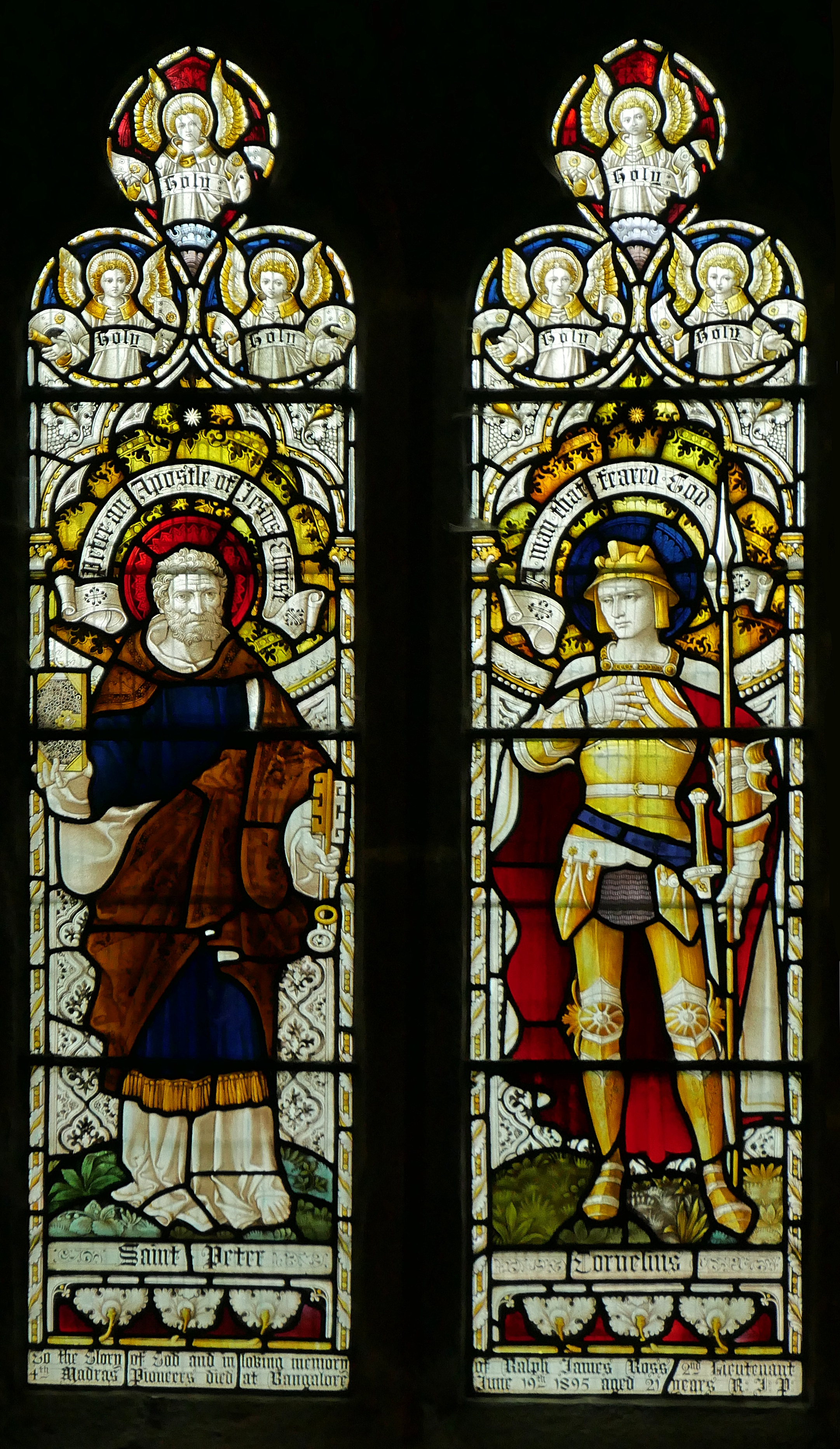
Glasfenster

## Krypta

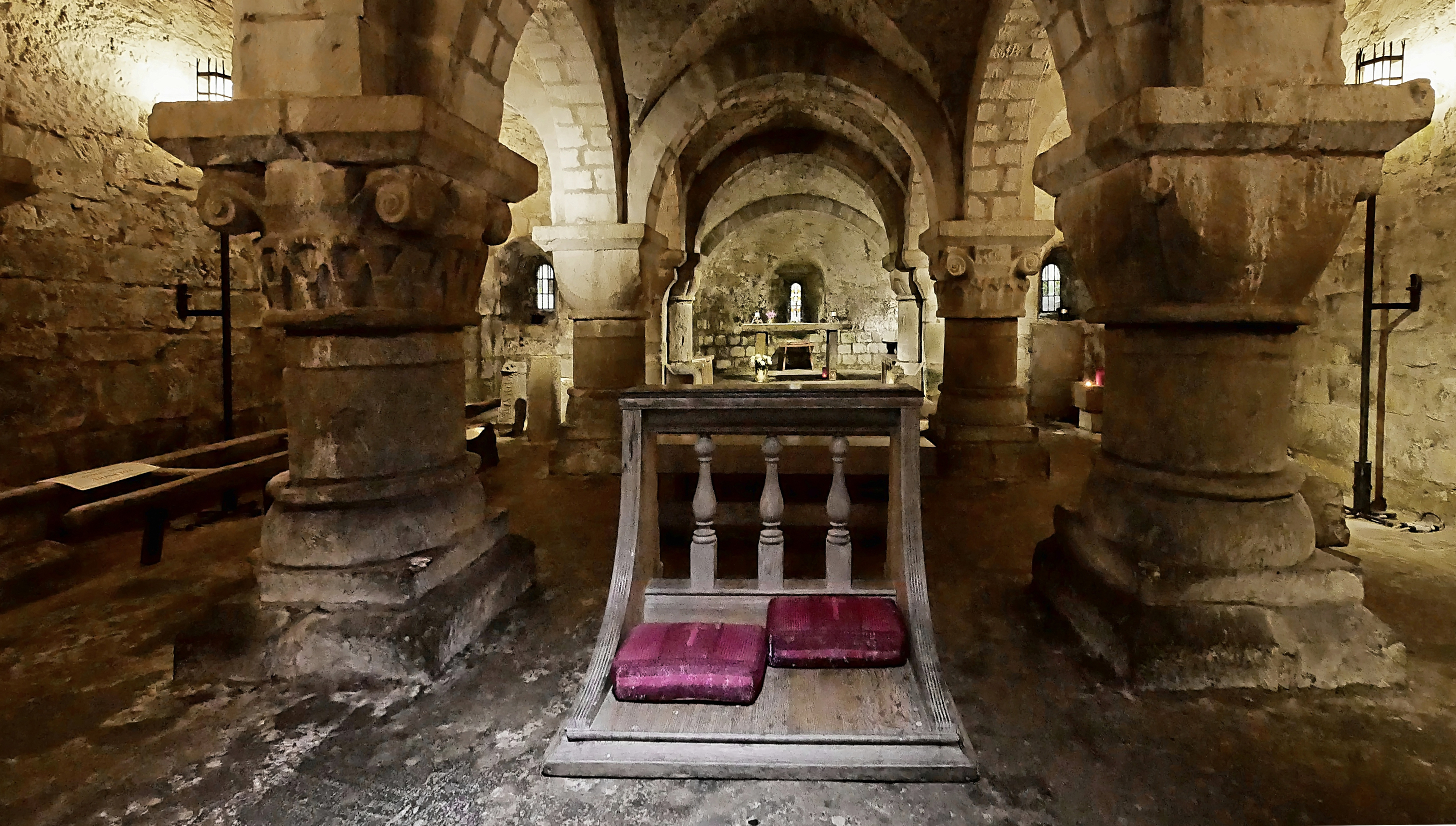
Krypta

Die dreischiffige Krypta ist die Hauptsehenswürdigkeit und ältester Bauteil der ab 1078 unter Verwendung von Bauteilen des angelsächsischen Baus erbauten Kirche. Die Krypta war ursprünglich durch einen eigenen Zugang an der Nordseite der Kirche erschlossen. Erst in viktorianischer Zeit wurde die heutige Treppe von der Mitte des Kirchenschiffs hinunter zur Krypta angelegt. Bemerkenswert ist der steinerne Altar, der vor dem einzigen Fenster der Krypta in der Apsis steht. Die Kapitelle der dicken Säulen zwischen Haupt- und Seitenschiffen tragen entweder Würfelkapitelle oder ionische Kapitelle, die entweder auf Akanthusblättern oder auf ineinander verschlungenen Bögen ruhen. In der Krypta befinden sich mehrere Steinfragmente wie Kreuzschäfte, und ein Sarkophagdeckel aus der angelsächsischen Epoche.

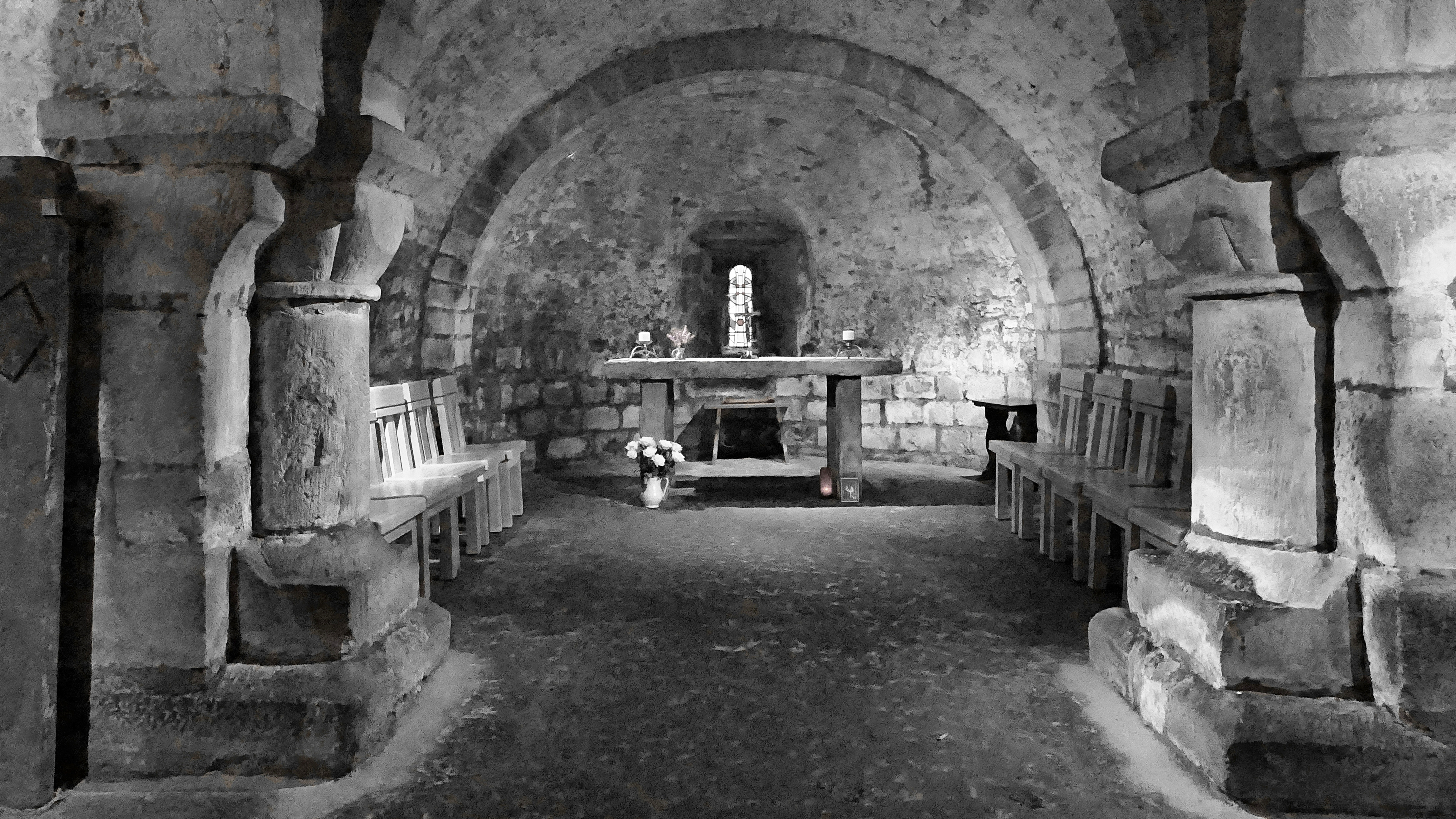
Apsis
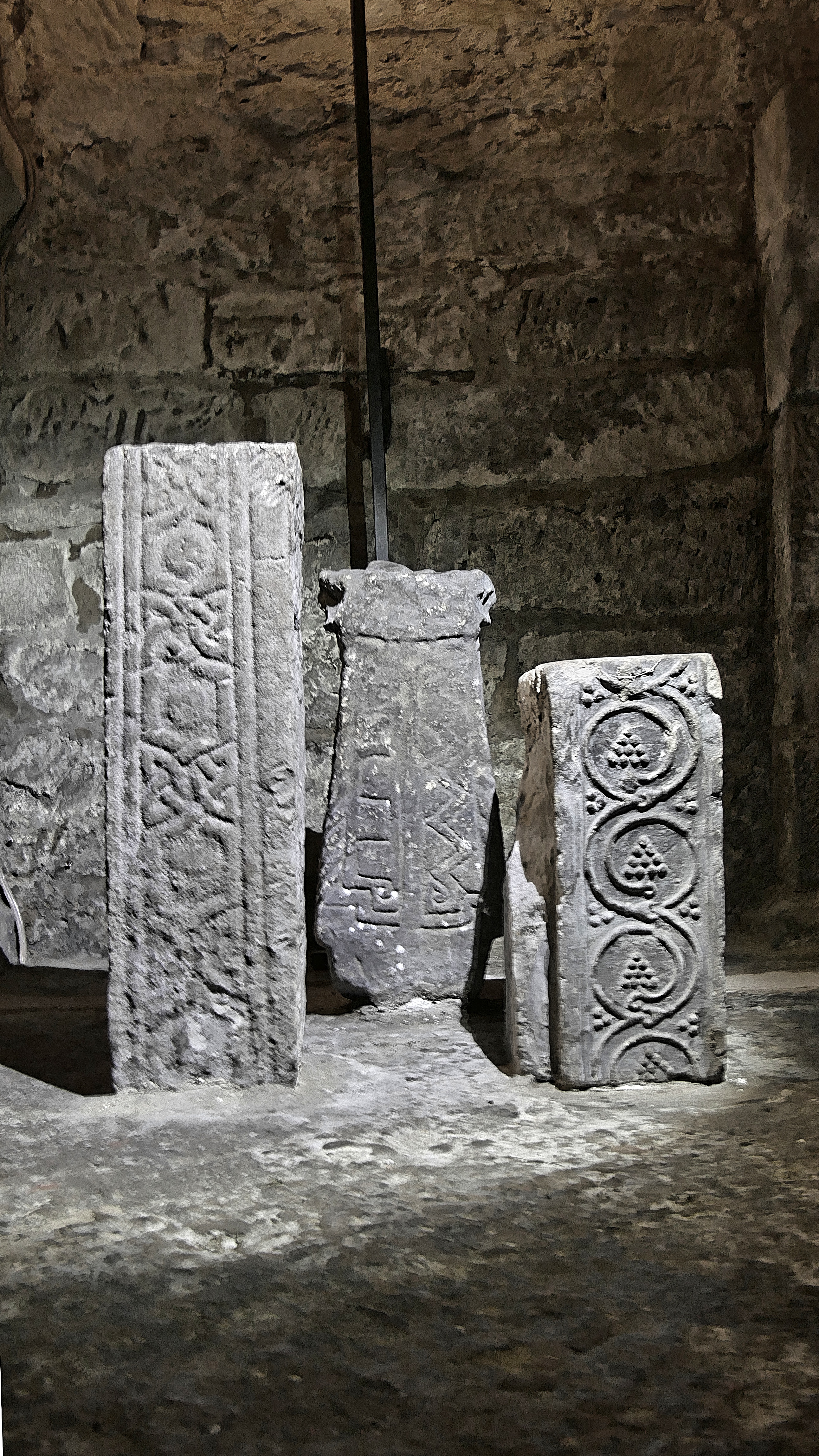
Angelsächsische Kunst
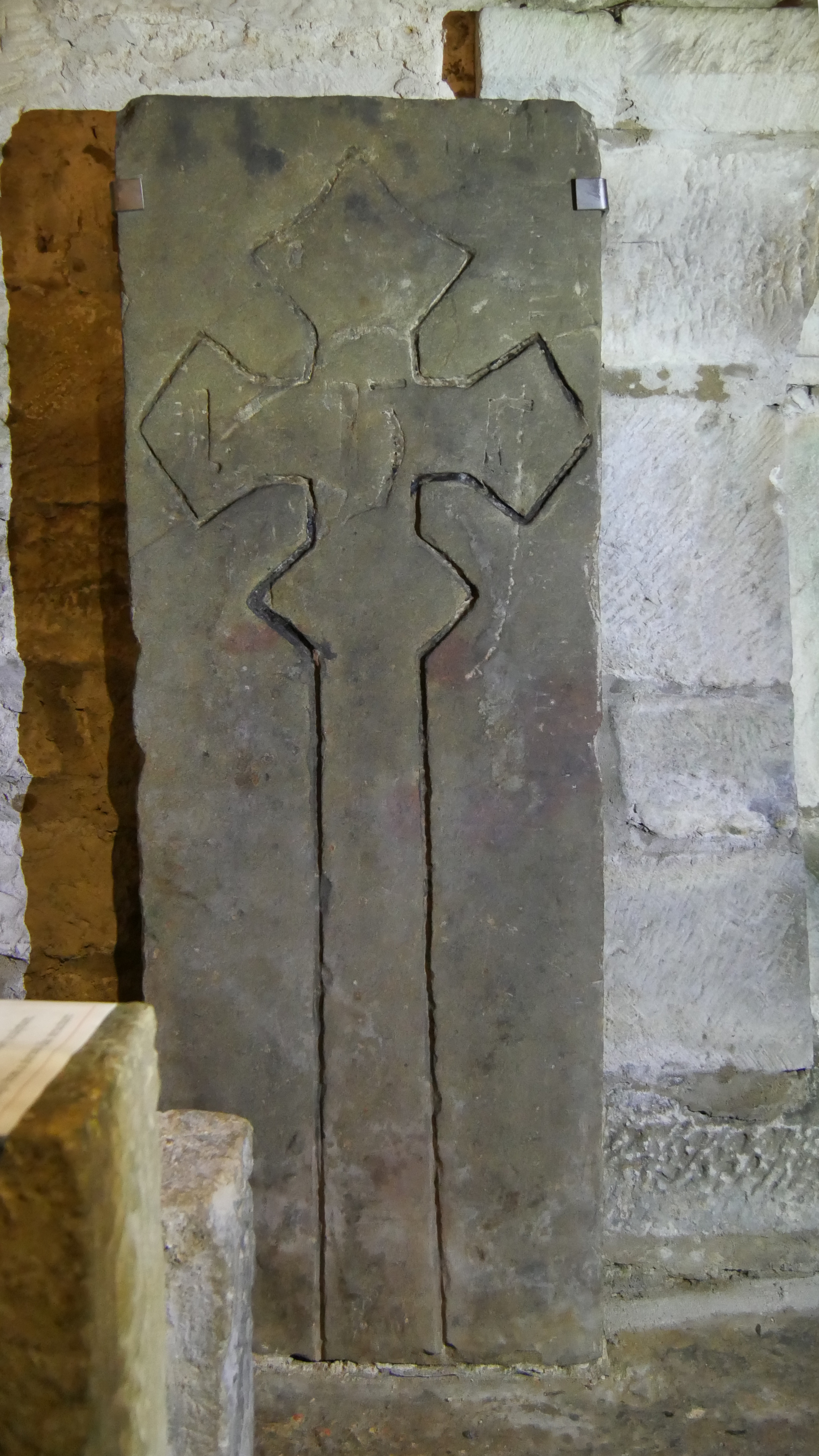
Grabstein
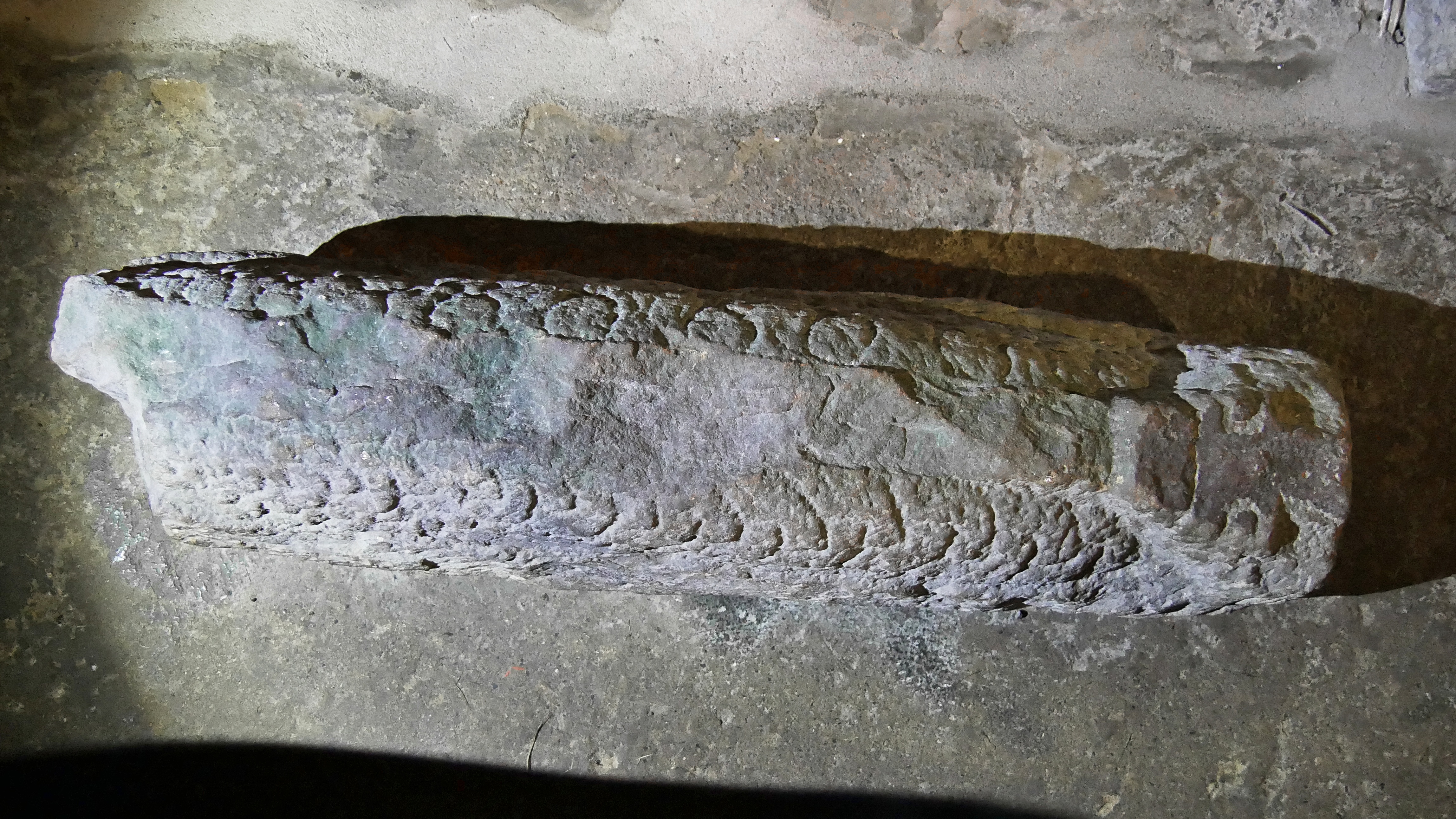
Sarkophagdeckel
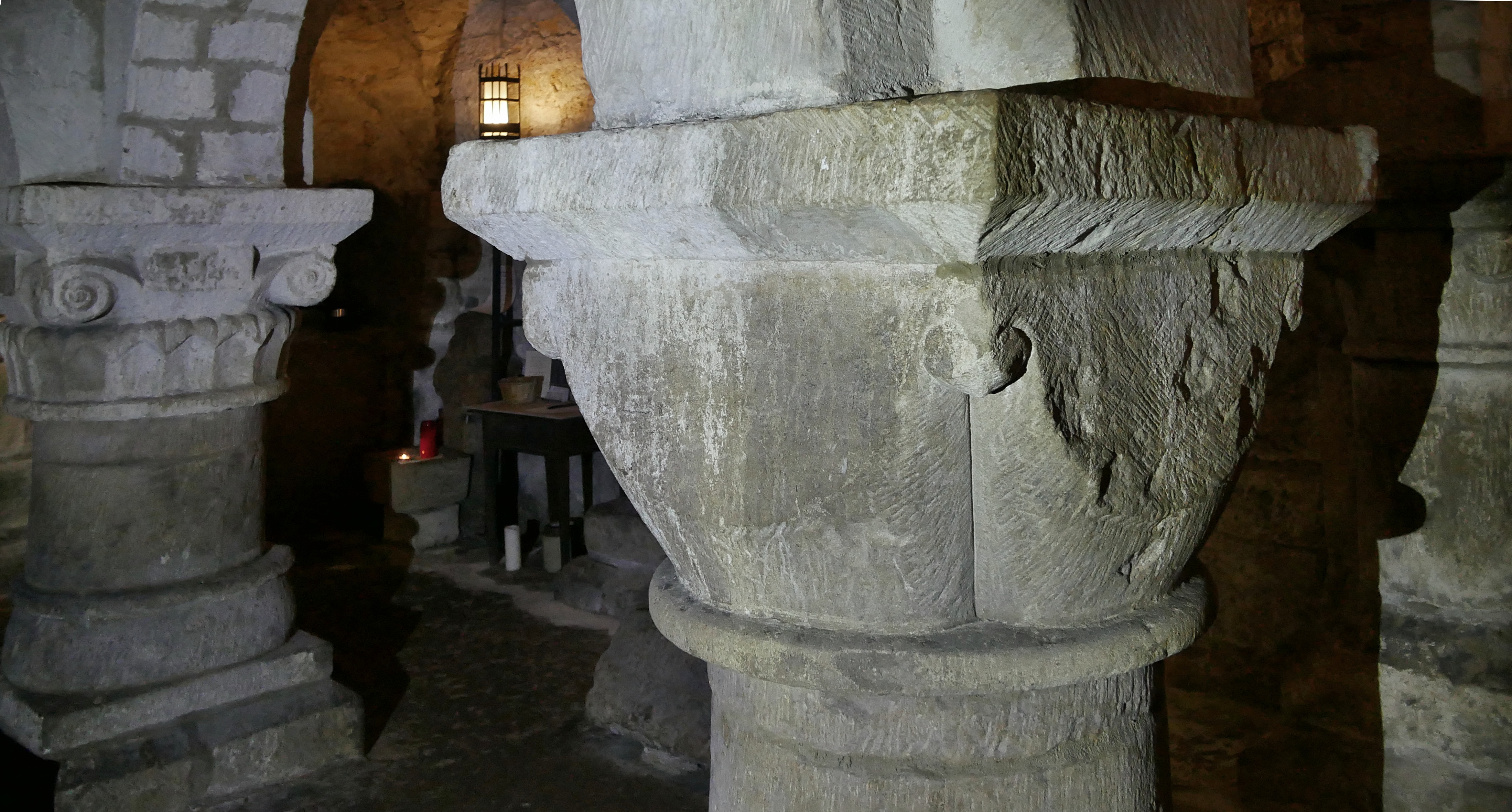
Würfelkapitell
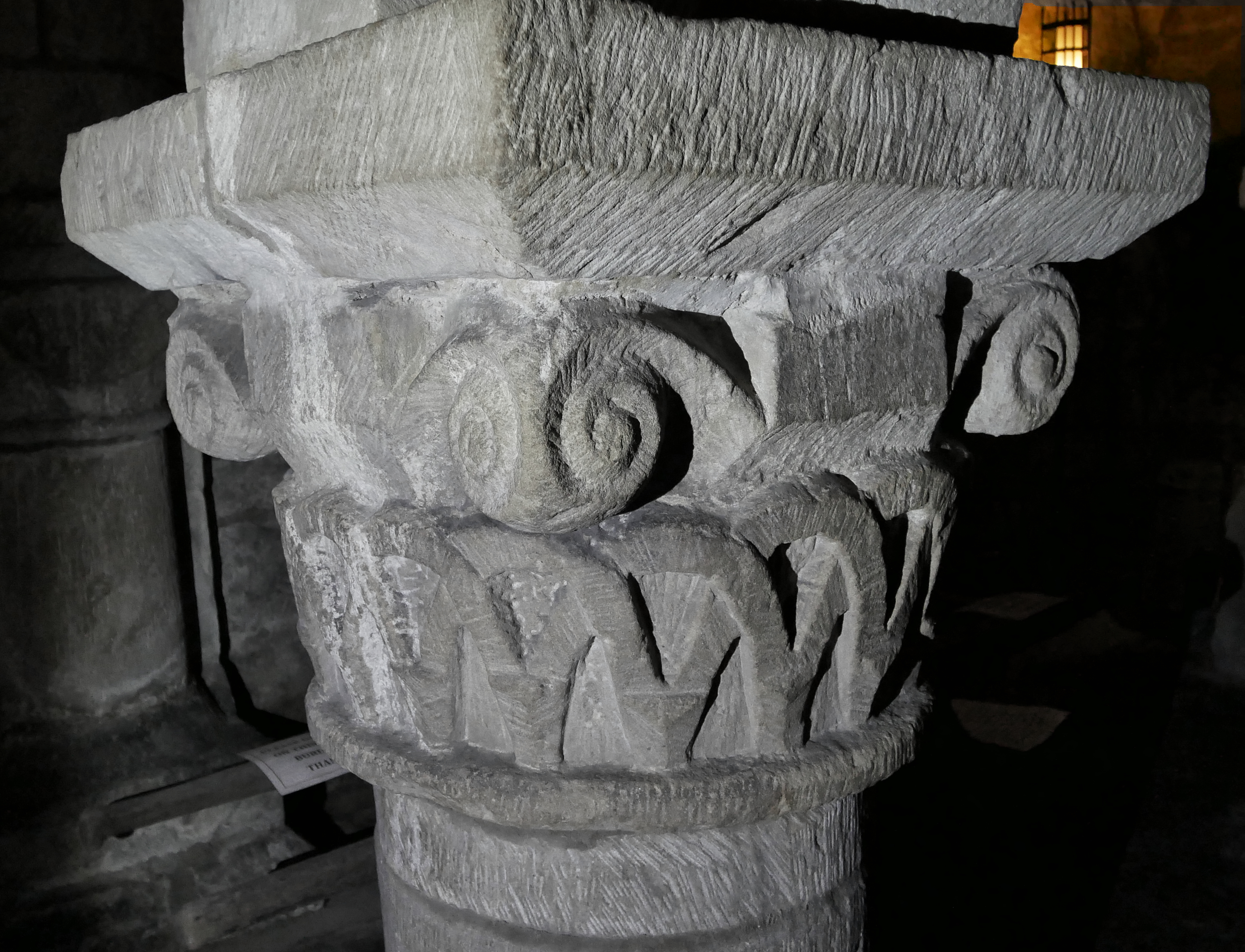
Ionisches Kapitell mit verschlungenen Bögen